# BL Ящерицы
BL Lacertae или объекты BL Lac или BL Ящерицы — разнообразные внегалактические объекты АГЯ (активные галактические ядра, или активные галактики). Прототип был открыт Куно Хофмейстером в 1929 г., однако сначала считалось, что он является нерегулярной переменной звездой Млечного Пути и поэтому объект был обозначен согласно классификатору переменных звёзд. В 1968 г. Джон Шмитт в Обсерватории им. Дэвида Данлэпа определил открытую «звезду» как яркий переменный радиоисточник. Также был выявлен слабый след связанной с ним галактики. В 1974 году Оке и Ганн измерили красное смещение BL Ящерицы, получив значение z = 0,07, соответствующее скорости удаления 21 000 км/с от Млечного Пути. Такое значение параметра красного смещения означает, что данный объект находится на расстоянии 900 миллионов световых лет от нас.
Благодаря своему раннему открытию, BL Ящерицы стал прототипом и дал название целому классу активных галактических ядер, известных как «объекты BL Ящерицы» или «объекты BL Lac». Этот класс характеризуется кратковременными изменениями яркости на высоких амплитудах и отсутствием полос эмиссии в спектрах, характерных для квазаров. Считается, что эти характеристики появляются в результате релятивистского излучения при испускании джетов из плазмы в окрестностях сверхмассивной чёрной дыры. Объекты BL Lac также классифицируются как блазары.
Видимая звёздная величина BL Ящерицы изменяется в течение довольно коротких промежутков времени между значениями 14m и 17m. Его координаты на небе в эпоху 2000.0: прямое восхождение 22 ч. 02 мин. 43,3 с., склонение +42° 16′ 40″.